# Watrous Automobile Company
Watrous Automobile Company war ein US-amerikanischer Hersteller von Automobilen.

## Unternehmensgeschichte
Thomas S. Watrous gründete Anfang 1905 das Unternehmen. Der Sitz war in Elmira im US-Bundesstaat New York. Er begann mit der Produktion von Automobilen. Der Markenname lautete Watrous. Noch 1905 endete die Produktion.

## Fahrzeuge
Watrous stellte besonders billige Fahrzeuge her und erhoffte sich dadurch gute Absätze. Die Fahrzeuge bewährten sich nicht. Abfällige Bemerkungen lauteten waterless, gearless, powerless Watrous oder waterless, gearless, powerless, useless Watrous, also wasserlos, getriebelos, kraftlos, nutzlos.
Die Fahrzeuge hatten einen Zweizylindermotor mit Luftkühlung. Er leistete 12 PS. Er trieb über ein Friktionsgetriebe die Hinterachse an. Das Fahrgestell hatte je nach Modell 203 cm oder 216 cm Radstand. Das Model C war kürzer und als Runabout mit zwei Sitzen karosseriert. Das längere Model B wird in einer Quelle als Detachable Tonneau und in einer anderen Quelle als fünfsitziger Tourenwagen bezeichnet. Die Neupreise lagen bei 400 US-Dollar bzw. 500 Dollar. Völlig veraltet waren die Vollgummireifen, die sich zu der Zeit nur noch bei Highwheelern fanden.

## Modellübersicht
| Jahr | Modell  | Zylinder | Leistung (PS) | Radstand (cm) | Aufbau             |
| ---- | ------- | -------- | ------------- | ------------- | ------------------ |
| 1905 | Model B | 2        | 12            | 216           | Detachable Tonneau |
| 1905 | Model C | 2        | 12            | 203           | Runabout           |